# 巴西体育中心俱乐部
巴西体育中心俱乐部（葡萄牙語：Desportivo Brasil Participações Ltda.），又称巴西体育足球俱乐部、鲁能巴西体育中心，简称巴西体育，是一家位于巴西圣保罗州幸福港市的职业足球俱乐部。

## 历史
由巴西Traffic集团在2005年11月19日建立并管理。2008年11月27日与曼联达成球员培养合作。
2014年，鲁能体育以250万欧元的价格收购俱乐部，并更名为鲁能巴西DB，2014年7月15日正式揭牌。